# DIR EN GREY OVERSEAS DOCUMENTARY GREED
『DIR EN GREY OVERSEAS DOCUMENTARY GREED』（ディル・アン・グレイ・オーバーシーズ・ドキュメンタリー・グリード）は、2012年4月28日に発売された、日本のロックバンド、DIR EN GREYのドキュメンタリーブック。
2005年のドイツにおけるワンマンライブから、ヨーロッパ最大級のロックフェス「Rock am Ring」ならびに「Rock im Park」の出演。また、題材にもある2011年11月から12月にかけて、南米、アメリカ、カナダを周ったツアー「OVERSEAS (NORTH & SOUTH AMERICA) TOUR2011 AGE QUOD AGIS」など2011年までの海外での活動を特集し、国内外問わず高い評価を得ているDIR EN GREYの魅力に迫っている。

## 内容
- 「なぜ海外への挑戦を続けているのか」ということなどを題材としたパーソナルインタビュー。
- メキシコ、アメリカ・ヒューストン公演に密着したフォト。

などを取り扱ったドキュメンタリー本となっている。